# Дејкин (Небраска)
Дејкин (енгл. Daykin) град је у америчкој савезној држави Небраска.

## Демографија
По попису из 2010. године број становника је 166, што је 11 (-6,2%) становника мање него 2000. године.
| Група             | 2000.        | 2010.       |
| Белци             | 177 (100,0%) | 158 (95,2%) |
| Афроамериканци    | 0 (0,0%)     | 5 (3,0%)    |
| Азијати           | 0 (0,0%)     | 0 (0,0%)    |
| Хиспаноамериканци | 0 (0,0%)     | 8 (4,8%)    |
| Укупно            | 177          | 166         |